# Metanoea anatolica
Metanoea anatolica là một loài Trichoptera trong họ Limnephilidae. Chúng phân bố ở miền Cổ bắc.